# BNT 1
BNT 1 (en búlgaro: БНТ 1) es el principal canal de televisión búlgaro perteneciente a BNT. Se trata de un canal generalista. 

## Historia
El canal inició emisiones en pruebas el 7 de noviembre de 1959, aunque las emisiones oficiales arrancaron el 26 de diciembre de dicho año. BNT 1 nació llamándose Българска телевизия, siendo el único canal de televisión disponible en Bulgaria.
En 1964 se creó la Dirección General de Televisión y Radio de Bulgaria, dependiente del Ministerio de Cultura. En 1971, la radio y la televisión en Bulgaria se separaron en el Comité de Radio y Televisión, parte de la estructura del poder ejecutivo.
El 9 de septiembre de 1975 comenzaron las emisiones del segundo canal estatal BT2, y Българска телевизия cambió su nombre a Primer programa (Първа програма), y más tarde a BT 1 (БТ 1)
En 1986 la radio y la televisión volvieron a unirse en el Comité de Televisión y Radio del Consejo de Ministros. Sin embargo, la llegada de la democracia en 1990 motivó cambios en la estructura de BNT: la Asamblea Nacional aprobó ese mismo año una ley para dotarla de mayor independencia. El 6 de marzo de 1990, la Novena Asamblea Nacional Ordinaria adoptó una decisión sobre el estatuto temporal de la Televisión Búlgara y de la Radio Búlgara, según la cual ambas organizaciones se establecieron como instituciones independientes.
El 1 de junio de 1992 BT 1 y BT 2 pasaron a denominarse, respectivamente, Canal 1 (Канал 1) y Efir 2 (Ефир 2). Sin embargo, Ефир 2 emitió hasta el 31 de mayo de 2000.
En 2005 Канал 1 inició sus emisiones en TDT y el 14 de septiembre de 2008 adquirió su denominación actual: BNT 1, en un esfuerzo por unificar todos los canales pertenecientes a BNT. 
Desde marzo de 2012 BNT1 emite en formato de imagen 16:9 y desde el 19 de mayo de 2016 inició emisiones en HD.
En 2018 BNT 1 adoptó su actual imagen corporativa.

## Programación
El canal contiene una programación generalista, destacando:
- Panorama (Панорама).
- La vuelta al mundo y en casa (По света и у нас, en búlgaro): principal telediario.
- Taxi BNT (БНТ такси).
- Un minuto es demasiado (Минута е много).
- El día comienza (Денят започва).
- La Memoria de Bulgaria (Памет българска).
- La Gran Elección (Големият избор).
- Fe y Sociedad (Вяра и общество).
- HAH XAX.
- Búhos Nocturnos (Нощни птици).

También destaca la emisión del Campeonato de Fútbol de Bulgaria, al igual que otros eventos deportivos, como la UEFA Europa League, los Juegos Olímpicos, la Eurocopa y el Mundial.

## Imagen corporativa

1992 - 2008
2008 - 2018
2018 - actualidad